# 2019 WJ
2019 WJ est une planète mineure du système solaire, plus précisément un astéroïde Aton.

## Caractéristiques physiques
Avec une magnitude absolue H de 22,2, sa taille doit être comprise entre 90 et 220 mètres.

## Orbite
2019 WJ est un astéroïde Aton qui, au 31 mai 2020, aura un demi-grand axe de 0,711 unité astronomique, une excentricité de 0,51 et une inclinaison de 4,8 degrés. Il aura donc un périhélie de 0,348 unité astronomique, légèrement intérieur à l'orbite de Mercure, et un aphélie de 1,073 unité astronomique, tout juste au-delà de l'orbite de la Terre. Il est donc herméocroiseur, cythérocroiseur et géocroiseur.
Ce demi-grand axe relativement faible, équivalent à une période orbitale de 0,60 année, en fait l'un des astéroïdes à l'orbite la plus courte connu. Au moment de sa découverte, il se plaçait en effet au cinquante-huitième rang.